# إسحاق هيكر
إسحاق هيكر (بالإنجليزية: Isaac Thomas Hecker) هو كاهن كاثوليكي أمريكي، ولد في 18 ديسمبر 1818 في نيويورك في الولايات المتحدة، وتوفي بنفس المكان في 22 ديسمبر 1888.

## وصلات خارجية
- إسحاق هيكر على موقع الموسوعة البريطانية (الإنجليزية)